# توکایدو (جاده)

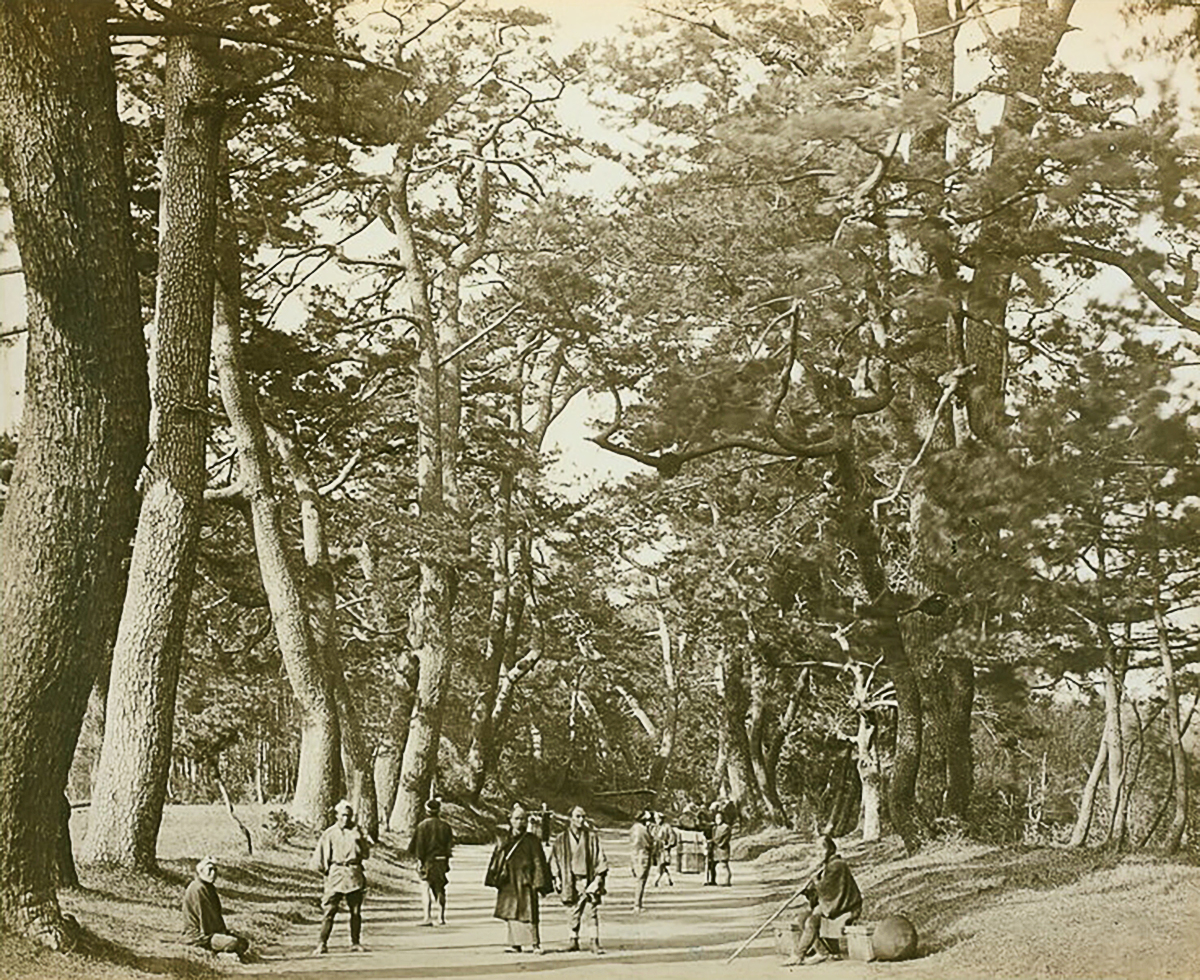
جاده توکایدو در سال ۱۸۲۵ میلادی

توکایدو (به ژاپنی: 東海道 East Sea Road) مهمترین جاده از جاده‌های پنجگانه گوکایدو (پنج جاده) در دوره ادو و یکی از دو جاده‌ای بود که ادو (توکیوی امروزی) را به کیوتو متصل می‌کرد. توکایدو هموار و در امتداد خط ساحلی شرق ژاپن بود اما جادهٔ دیگر، ناکاسندو، کوهستانی بود و از مرکز ژاپن می‌گذشت.